# Paleobiología

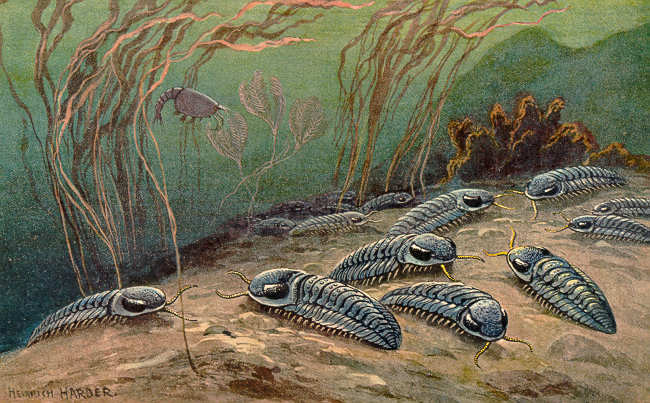
Recreación artística de un fondo marino paleozoico con trilobites (Heinrich Harder ca. 1916).

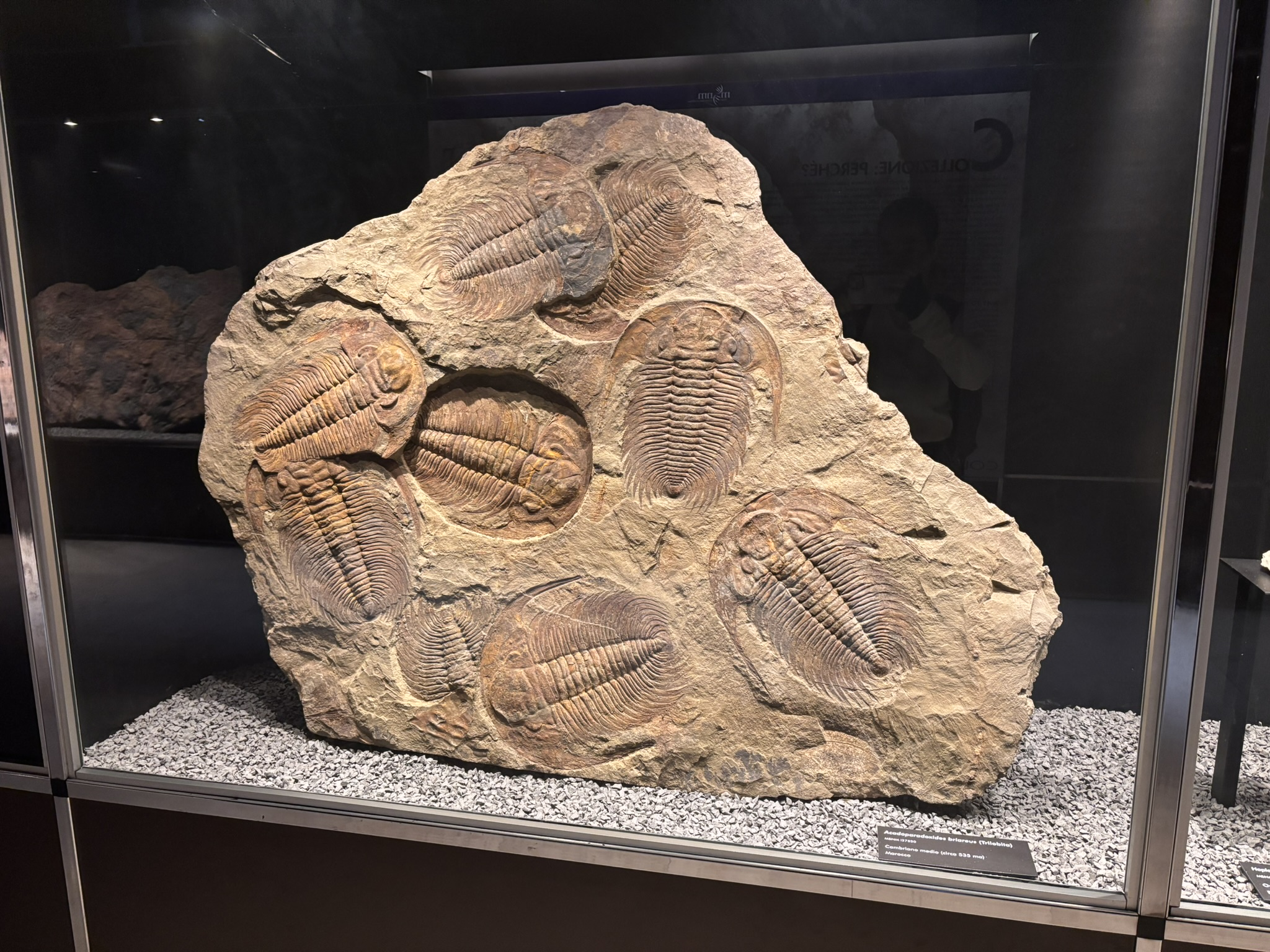
Fósiles de trilobites, un grupo de artrópodos extinto

La paleobiología es la parte de la paleontología y de la biología que se ocupa del estudio de los organismos del pasado (entidades paleobiológicas) que conocemos por los fósiles (sistemática, anatomía comparada, paleofisiología, etc.), así como de las relaciones que tuvieron entre ellos y con su entorno (paleoecología), de la distribución espacial (paleobiogeografía) y de las relaciones filogenéticas que los vinculan (evolución biológica). En ocasiones se usa el término neontología, como contraposición al de paleobiología, para referirse al estudio de los organismos actuales. Junto a la tafonomía y la biocronología, la paleobiología es una de las tres divisiones de la paleontología.
Los aspectos sistemáticos y taxonómicos se estudian desde diferentes especialidades, como la paleozoología —dividida a su vez en numerosas áreas como paleomastozoología o paleoteriología (mamíferos), paleoherpetología (anfibios, reptiles y dinosaurios), paleornitología (aves), paleoictiología (peces), paleoentomología (insectos y otros artrópodos), etc.—, paleobotánica (plantas), micropaleontología (campo multidisciplinar más relacionado con las técnicas de estudio), paleoicnología (huellas), etc.
Los estudios paleoecológicos se sustentan en la ecología para sus presupuestos teóricos, pero necesitan la información tafonómica y de análisis de facies para su contrastación y desarrollo.
La paleobiogeografía también se apoya en la tafonomía y en otros campos como el análisis de cuencas o la tectónica de placas.

## Paleobiología de la conservación
La paleobiología de la conservación (o conservación a partir de la paleobiología) es un campo de investigación básica y aplicada de la paleontología, que busca usar el conocimiento del registro geológico a la conservación y restauración de la biodiversidad y los servicios de ecosistema. Fue nombrada como tal en 2002 por el científico norteamericano Karl Flessa, e impulsada por Flessa y Gregory Dietl durante la primera década del siglo XXI. La disciplina utiliza datos paleontológicos y geológicos para desarrollar y probar modelos de cómo las biotas respondieron a cambios en el clima, así como a otros cambios ambientales, tanto naturales como de origen antrópico, y con esa información, mejorar los proyectos de conservación.